# Danh sách cầu thủ tham dự Giải vô địch bóng đá Nam Mỹ 1917
Đây là danh sách đội hình các đội tuyển tham dự Giải vô địch bóng đá Nam Mỹ 1917. Các đội tuyển tham gia gồm Argentina, Brasil, Chile và Uruguay. The teams played in a single round-robin tournament, mỗi trận thắng được tính 2 điểm, hòa tính 1 điểm, thua tính 0 điểm.

## Argentina
Huấn luyện viên: Federal Technical Committee

| Số | VT | Cầu thủ                     | Ngày sinh (tuổi) | Trận | Bàn | Câu lạc bộ          |
| -- | -- | --------------------------- | ---------------- | ---- | --- | ------------------- |
| —  |    | Antonio Blanco              |                  | 0    | 0   | Rosario Central     |
| —  |    | Claudio Blanco              |                  | 0    | 0   | Rosario Central     |
| —  |    | Bleo Pedro Fournol Calomino |                  | 0    | 0   | Boca Juniors        |
| —  |    | Edwin Clarcke               |                  | 0    | 0   | Porteño             |
| —  |    | Marcos Crocce               |                  | 0    | 0   | Racing Club         |
| —  |    | Jaime Chavín                |                  | 0    | 0   | Huracan             |
| —  |    | Antonio Elordi              |                  | 0    | 0   | Ferrocarril Oeste   |
| —  |    | Antonio Ferro               |                  | 0    | 0   | Independiente       |
| —  |    | Pascual Garré               |                  | 0    | 0   | Independiente       |
| —  |    | Ennis Hayes                 |                  | 0    | 0   | Rosario Central     |
| —  |    | Carlos Isola                |                  | 0    | 0   | River Plate         |
| —  |    | Juan Madero                 |                  | 0    | 0   | Estudiantes         |
| —  |    | Alfredo Martín              |                  | 0    | 0   | Tigre               |
| —  |    | Pedro Martínez              |                  | 0    | 0   | CA Huracán          |
| —  |    | Ernesto Mattozzi            |                  | 0    | 0   | Estudiantil Porteño |
| —  |    | Alberto Ohaco               |                  | 0    | 0   | Racing Club         |
| —  |    | Francisco Olazar            |                  | 0    | 0   | Racing Club         |
| —  |    | Ricardo Pepe                |                  | 0    | 0   | Racing Club         |
| —  |    | Juan Perinetti              |                  | 0    | 0   | Racing Club         |
| —  |    | Armando Reyes               |                  | 0    | 0   | Racing Club         |
| —  |    | Nicolás Vivaldo             |                  | 0    | 0   | Racing Club         |

## Brasil
Huấn luyện viên:  Sílvio Lagreca

| Số | VT | Cầu thủ               | Ngày sinh (tuổi) | Trận | Bàn | Câu lạc bộ      |
| -- | -- | --------------------- | ---------------- | ---- | --- | --------------- |
| —  | TV | Adhemar               |                  | 0    | 0   | America         |
| —  | TĐ | Amílcar               |                  | 0    | 0   | Corinthians     |
| —  | TĐ | Arnaldo               |                  | 0    | 0   | Santos          |
| —  | TĐ | Caetano Izzo          |                  | 0    | 0   | Palestra Itália |
| —  | TM | Casemiro              |                  | 0    | 0   | Mackenzie       |
| —  | HV | Chico Netto           |                  | 0    | 0   | Fluminense      |
| —  |    | Couto                 |                  | 0    | 0   | Fluminense      |
| —  | TV | Antonio Dias De Paiva |                  | 0    | 0   | America         |
| —  | TĐ | Dias                  |                  | 0    | 0   | São Bento-SP    |
| —  | TV | Galo                  |                  | 0    | 0   | Flamengo        |
| —  | TV | Haroldo               |                  | 0    | 0   | Santos          |
| —  | TV | Lagreca               |                  | 0    | 0   | São Bento-SP    |
| —  | TĐ | Neco                  |                  | 0    | 0   | Corinthians     |
| —  |    | Millon                |                  | 0    | 0   | Santos          |
| —  |    | Otto                  |                  | 0    | 0   | Santos          |
| —  | HV | Osny                  |                  | 0    | 0   | Botafogo        |
| —  | TV | Paula Ramos           |                  | 0    | 0   | America         |
| —  | TV | Picagli               |                  | 0    | 0   | Palestra Itália |
| —  | HV | Vidal                 |                  | 0    | 0   | Fluminense      |

## Chile
Huấn luyện viên:  Julián Bartola

| Số | VT | Cầu thủ                               | Ngày sinh (tuổi) | Trận | Bàn | Câu lạc bộ            |
| -- | -- | ------------------------------------- | ---------------- | ---- | --- | --------------------- |
| —  | TM | Manuel Guerrero (Chilean footballer)  |                  | 0    | 0   | La Cruz FC            |
| —  |    | Juan Alvarado                         |                  | 0    | 0   | Artillero de Costa FC |
| —  |    | Héctor Baeza                          |                  | 0    | 0   | Santiago Wanderers    |
| —  |    | Hernando Bolados                      |                  | 0    | 0   | Union Marítimo FC     |
| —  |    | Enrique Cárdenas (Chilean footballer) |                  | 0    | 0   | Santiago Wanderers    |
| —  |    | Guillermo Cisternas                   |                  | 0    | 0   | Chile                 |
| —  |    | Luis Encina                           |                  | 0    | 0   | Valparaíso FC         |
| —  |    | Luis García                           |                  | 0    | 0   | Tander FC             |
| —  |    | Francisco Gatica                      |                  | 0    | 0   | Eleuterio Ramírez FC  |
| —  |    | Manuel Geldes                         |                  | 0    | 0   | Santiago Wanderers    |
| —  |    | Norberto Guevara                      |                  | 0    | 0   | Gould Cross           |
| —  |    | Bartolomé Muñoz                       |                  | 0    | 0   | Fernández Vial        |
| —  |    | Horacio Muñoz                         |                  | 0    | 0   | Fernández Vial        |
| —  |    | Julio Paredes                         |                  | 0    | 0   | Talca Nacional        |
| —  |    | Rodolfo Rojas                         |                  | 0    | 0   | Unattached            |

## Uruguay
Huấn luyện viên:  Ramón Platero

| Số | VT | Cầu thủ                           | Ngày sinh (tuổi) | Trận | Bàn | Câu lạc bộ                |
| -- | -- | --------------------------------- | ---------------- | ---- | --- | ------------------------- |
| —  | HV | Miguel Benincasa                  |                  | 0    | 0   | River Plate               |
| —  |    | José Benincasa                    |                  | 0    | 0   | Peñarol                   |
| —  | TV | Abdón Porte                       |                  | 0    | 0   | Nacional                  |
| —  |    | Sadí Couture                      |                  | 0    | 0   | Dublín                    |
| —  |    | Nicolas Bartolazzo                |                  | 0    | 0   | River Plate               |
| —  |    | Alfredo Balmelli                  |                  | 0    | 0   | Central                   |
| —  | HV | Alfredo Foglino                   |                  | 0    | 0   | Club Nacional de Football |
| —  | TĐ | Isabelino Gradín                  |                  | 0    | 0   | Peñarol                   |
| —  | TĐ | Rodolfo Marán                     |                  | 0    | 0   | Universal                 |
| —  | TĐ | Antonio Marqués Castro            |                  | 0    | 0   | Peñarol                   |
| —  | TĐ | Carlos Mongelar                   |                  | 0    | 0   | Universal                 |
| —  | TĐ | Raúl Garrido                      |                  | 0    | 0   | Universal                 |
| —  | TĐ | Nelson Montes                     |                  | 0    | 0   | Montevideo Wanderers      |
| —  | TĐ | Gregorio Rodríguez                |                  | 0    | 0   | Universal                 |
| —  | HV | Jorge Germán Pacheco              |                  | 0    | 0   | Peñarol                   |
| —  | TV | José Pérez (Uruguayan footballer) |                  | 0    | 0   | Peñarol                   |
| —  | TĐ | José Piendibene                   |                  | 0    | 0   | Peñarol                   |
| —  | TĐ | Angel Romano                      |                  | 0    | 0   | Club Nacional de Football |
| —  |    | Carlos Scarone                    |                  | 0    | 0   | Club Nacional de Football |
| —  | TĐ | Héctor Scarone                    |                  | 0    | 0   | Club Nacional de Football |
| —  | TM | Cayetano Saporiti                 |                  | 0    | 0   | Montevideo Wanderers      |
| —  | TV | Pascual Somma                     |                  | 0    | 0   | Club Nacional de Football |
| —  | TV | José Tognola                      |                  | 0    | 0   | Reformers                 |
| —  | TV | Antonio Urdinarán                 |                  | 0    | 0   | Defensor                  |
| —  | TV | José Vanzzino                     |                  | 0    | 0   | Club Nacional de Football |
| —  | HV | Manuel Varela                     |                  | 0    | 0   | Peñarol                   |
| —  |    | Juan José Villar                  |                  | 0    | 0   | Montevideo Wanderers      |
| —  | HV | Alfredo Zibechi                   |                  | 0    | 0   | Montevideo Wanderers      |